# Antoni Szadkowski
Antoni Szadkowski ps. „Bolesław”, „Leszek” (ur. 7 marca 1905, zm. 16 września 1944) – porucznik piechoty rezerwy Wojska Polskiego i Armii Krajowej.

## Życiorys
Urodził się 7 marca 1905 w rodzinie Antoniego (członek Narodowego Związku Robotniczego, zesłaniec, w okresie międzywojennym działacz Narodowej Partii Robotniczej) oraz Franciszki z domu Mrugalska. Uczęszczał od 1913 do Gimnazjum im. Stanisława Staszica w Zgierzu, a po jego ukończeniu otrzymał w maju 1926 świadectwo dojrzałości. Później studiował na Uniwersytecie Poznańskim na Wydziale Prawa i Ekonomii uzyskując w 1931 dyplom magistra.
Odbył od października 1931 do czerwca 1932 służbę wojskową w Batalionie Podchorążych Rezerwy Piechoty Nr 2 w Biedrusku. Na stopień podporucznika został mianowany ze starszeństwem z 1 stycznia 1935 i 314. lokatą w korpusie oficerów rezerwy piechoty.
Krótko był urzędnikiem pracując w Dyrekcji Lasów Państwowych, a później aż do wybuchu wojny jako radca w Ministerstwie Pracy i Opieki Społecznej. Studiując związał się z Narodową Partią Robotniczą. Współredagował z Zygmuntem Felczakiem wielkopolski organ prasowy tej partii „Prawda”, a następnie współpracował z „Obroną Ludu”, którą wydawano w Bydgoszczy. W 1933 związał się z Partią Narodowych Socjalistów Kazimierza Dagnana. Współorganizator Towarzystwa Oświaty i Kultury Robotniczej „Pochodnia”, a od 1938 był jego przewodniczącym.
Dowódca plutonu 36 pułku piechoty Legii Akademickiej w obronie Modlina podczas kampanii wrześniowej 1939, po kapitulacji twierdzy powrócił do Warszawy. W konspiracji założył i następnie pod pseud. „Bolesław” był komendantem głównym Polskiego Związku Wolności, która została utworzona w listopadzie 1939 przez byłych członków NPR, „Pochodni”, pracowników Ministerstwa Pracy i Opieki Społecznej oraz żołnierzy 36 pp. 8 lipca 1940 po wsypie konspiracyjnego lokalu KG PZW przez pewien czas zmuszony był ukrywać się na terenie Podlasia.
Od 1941 był jednocześnie zastępcą por. Tadeusza Żenczykowskiego, kierownika Podwydziału „N” BIP KG ZWZ-AK, a równocześnie kierownikiem działu I oraz jednym z kierowników centralnego kolportażu akcji „N”. Używał wówczas pseudonimu „Leszek”. Mianowany porucznikiem rezerwy rozkazem L. 65/BP z 11 listopada 1942. Uczestniczył w powstaniu warszawskim.
Zginął 16 września 1944 w nieznanych bliżej okolicznościach.

## Ordery i odznaczenia
- Krzyż Grunwaldu III kl. – 1945[6]